# جاماسپ

آرامگاه جاماسب حکیم در خفر در نزدیکی جهرم

جاماسپ فرزند هوگوه (Hvogva) وزیر گشتاسپ، همسر پوروچیستا (جوان‌ترین دختر زرتشت)، بوده‌ است. جاماسپ را از نخستین فیلسوفان ایرانی می‌دانند.

## جاماسپ در شاهنامه فردوسی
در شاهنامه فردوسی، بخش پادشاهی گشتاسپ بارها از جاماسپ یاد می‌شود، که جاماسپ با القابی مانند گرانمایه، رهنمون، سر موبدان، شاه رَدان، چراغِ بزرگان، پاک‌تن، تابنده‌جان، ستاره‌شناس، و کسی که در علم به پایه او نمی‌رسد، کسی که از نهان خبر داشت و… یاد شده‌است،. از مهم‌ترین نقش‌هایی که در شاهنامه فردوسی به جاماسپ نسبت داده می‌شود آزاد کردن اسفندیار از بند پدر و راضی کردن او برای مبارزه با ارجاسپ است.

### نمونه ای از یادکرد جاماسپ در شاهنامه
از توانایی‌های جاماسپ در شاهنامه فردوسی پیشگویی است، پس از نامه‌نگاری‌های بین ارجاسپ و گشتاسپ و تهدید ارجاسب به نابودی ایران که جنگ ناگزیر شده بود، پیش از آغاز جنگ گشتاسپ آینده جنگ را از جاماسپ می‌پرسد که در این ابیات ویژگیهای جاماسپ آمده شده‌است، که جاماسپ در ابتدا ناشاد می‌شود. و سپس جاماسپ وضعیت آینده جنگ را پیش‌بینی می‌کند. که از کشته شدن گرامی و زریر و شیدسپ و … اطلاع می‌دهد:
| چُن از بلخ بامی به جیحون رسید  |  | سپهدار لشکر فرود آورید        |
| بشد شهریار از میان سپاه       |  | فرود آمد از باره بر شد به گاه |
| بخواندش گرانمایه جاماسپ را    |  | کجا رهنمون بود گشتاسپ را      |
| سرِ موبدان بود و شاه ردان      |  | چراغ بزرگان و اسپهبدان        |
| چنان پاک‌تن بود و تابنده‌جان    |  | که بودی بر او آشکارا نهان     |
| ستاره‌شناس و گِرانمایه بود      |  | ابا او به دانش کرا پایه بود؟! |
| بپرسید ازو شاه و گفتا خدای    |  | ترا دینِ به داد و پاکیزه رای   |
| چو تو نیست اندر جهان هیچ‌کس    |  | جهاندار دانش ترا داد و بس     |
| ببایدت کردن از اختر شمار      |  | بگویی همی مرمرا روی کار       |
| که چون باشد آغاز و فرجام جنگ  |  | که را بیش خواهد بُد آنجا درنگ  |
| نیامد خوش این پیر جاماسپ را   |  | به روی دُژم گفت گشتاسپ را      |
| که من خواستی کایزدِ دادگر      |  | ندادی مرا این خرد، وین هنر    |
| نگویم من این، ور بگویم به شاه |  | کند مرمرا شاه شاهان تباه      |

## جاماسپ در منابع
بر اساس روایات زرتشتی، جاماسپ و برادرش فرشوشتر از حامیان زرتشت بوده‌اند. زرتشتیان در جشن بهمنگان به یاد جاماسپ جامهٔ سفید می‌پوشند. پوشندگان لباس سفید در حقیقت با این عمل نمادین بیزاری و برائت خود را از هرگونه ناپاکی و پلیدی، خونریزی و کشتار و آزار و اذیت حیوانات نشان داده و با دسته‌های گل سفید به دیدار یکدیگر می‌رفتند و این گل‌ها را به یکدیگر تقدیم می‌کردند و بر آنند که جاماسپ، وزیر گشتاسپ، این کارها را در این روز انجام داده‌است.
در منظومهٔ پهلوی یادگار زریران از جاماسپ با صفت «بیدخش» به معنی صدر اعظم نام برده شده‌است.
در کتاب حکمةالاشراق فیلسوف نامدار ایرانی شهاب‌الدین سهروردی از جاماسپ و فرشوشتر (فرشاد شور) نام برده شده و آن دو ستوده شده‌اند.
به نظر می‌رسد در نوشته‌های یونانی جاماسپ را به صورت پرکساسپ آورده‌اند.
پسران جاماسپ گرامی و هنگ‌اوروَش (Hanghaurvaungh) بودند.

## کتاب جاماسپی

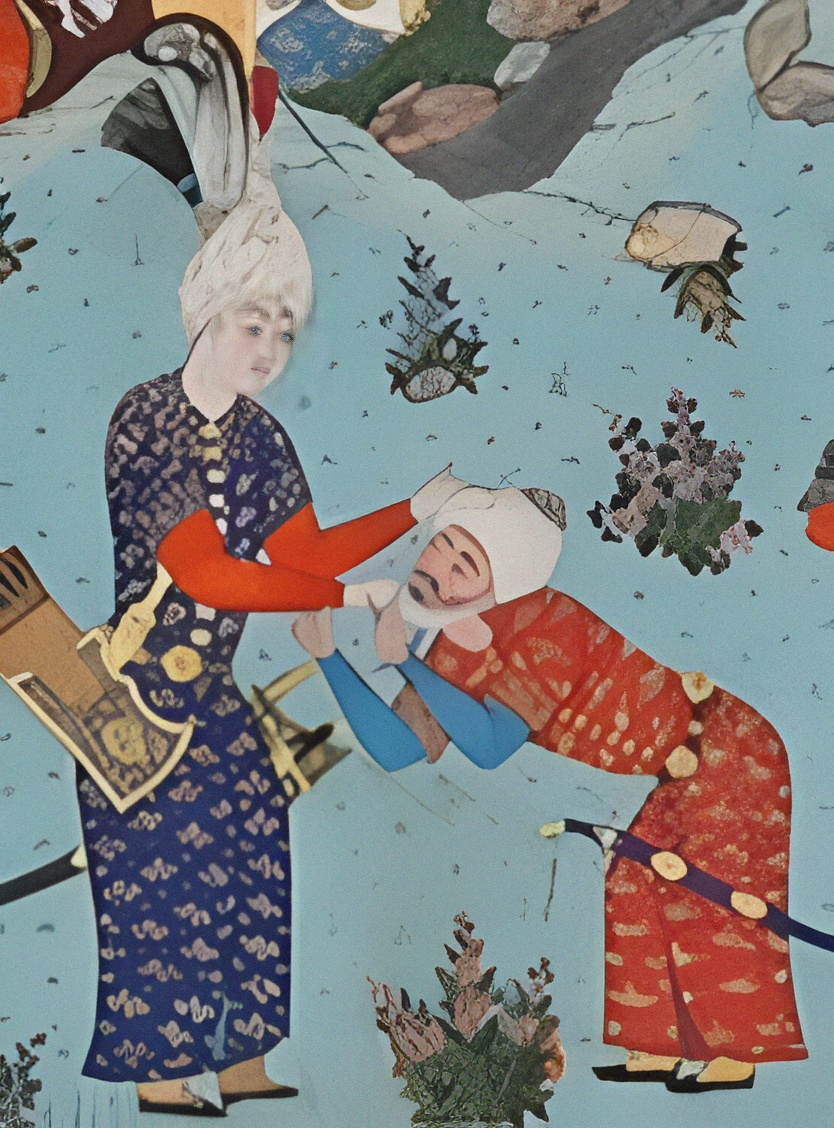
تصویر رسیدن جاماسب بنزد اسفندیار

جاماسپی (به پارسیگ: Jāmāspīg) که به نامهای یادگار جاماسپ و جاماسپ‌نامه نیز شناخته می‌شود از آنِ جاماسپ، فرزانه‌ای ایران باستان و جانشین زرتشت، دانسته شده‌است؛ کسی که پیشگویی‌های او در این کتاب شهرتی جهانی دارد.
در جاماسپی، جدا از پیشگویی آینده‌ای ایران و جهان، از آگاهی ایرانیان باستان در زمینه‌های هستی‌شناسی، یزدان‌شناسی، فلسفه‌ای آفرینش، گیتی‌شناسی، مردم‌شناسی (درباره‌ای هندی‌ها، چینی‌ها، عرب‌ها، ترک‌ها، بربرها و …)، اسطوره‌شناسی، تاریخ و دیگر دانش‌ها اطلاعاتی دست نخست داده شده‌است.
«جاماسپی» نمایانگرِ پاسخ‌های جاماسپِ بِدَخش به گشتاسپ‌شاه است و به ساختارِ کنونی‌اش به روزگارِ پس از ساسانیان بازگردد؛ هر چند پاره‌هایی از آن به روشنی از جاماسپیِ ساسانی رونویسی شده‌اند، و پاره‌هایی دگر نیز به زمان‌هایی بس کهن‌تر و شاید به بُنِ گفتارِ جاماسپ (همان که «پیشگوییهای گشتاسپ» نیز برگرفته از آن بوده‌است) بازگردند، که گردآورنده یا گردآورندگانِ جاماسپی این پاره‌ها را با رخدادهای تازه برآمده از تازشِ تازیان سازگار کرده‌است یا کرده‌اند.
جاماسپی به دیروز و امروز و فردای ایران پردازد، و گذشته و کنون و آینده‌ای آریاییان را برنماید.